# سگ‌ماهی سرتیر
سگ‌ماهی سرتیر (نام علمی: Deania profundorum) نام یک گونه از تیره میان‌ربایندگان است.